# Susanne Lothar
Susanne Lothar est une actrice allemande, née à Hambourg le 15 novembre 1960 et morte à Berlin le 21 juillet 2012. Elle a notamment incarné des personnages extrêmement fragiles voire torturés. Elle est considérée comme une actrice fétiche de Michael Haneke.

## Biographie

### Jeunesse
Susanne Lothar est la fille unique du couple d'acteurs Hanns Lothar (de son vrai nom Hanns Neutze) et Ingrid Andree. Ils divorcent peu après sa naissance, en 1965. Son père décède peu avant ses sept ans, des suites d'une colique néphrétique. Elle grandit à Hambourg. Elle est la demi-sœur de Marcel Werner et la nièce de Horst Michael Neutze et Günther Neutze, tous comédiens.

### Carrière
Elle s'inscrit d'abord à la Hochschule für Musik und Theater Hamburg, l'école supérieure de musique et d'art dramatique de Hambourg. Un an et demi plus tard, elle abandonne cette structure pour rejoindre en tant qu'élève une institution renommée en Allemagne, le Thalia Theater de Hambourg. Elle obtient ses premiers rôles dès 1980. En 1983, Eisenhans de Tankred Dorst lui vaut le prix de la meilleure actrice du Bundesfilmpreis, le grand prix du Film allemand. Elle n'a que 23 ans.
Le Film Le Château en 1997 se traduit par un succès qui lui apporte la célébrité: elle est désormais l'actrice fétiche du réalisateur autrichien Michael Haneke. Elle continue avec Funny Games la même année,. Elle joue aux côtés d'Isabelle Huppert dans La Pianiste en 2001. Le Ruban blanc obtient la Palme d'or au Festival de Cannes en 2009. Elle alterne avec de nombreuses pièces de théâtre et films télévisés.

### Vie personnelle
Susanne Lothar épouse en 1997 le comédien Ulrich Mühe, acteur incarnant l'un des protagonistes du film La Vie des autres (2006). Elle l'a rencontré en 1990 lors du Festival de Salzbourg et elle a vécu avec lui à Berlin jusqu'au décès de ce dernier en 2007. Ils ont eu deux enfants. Le décès de Susanne Lothar est annoncé le 21 juillet 2012. Ses cendres sont dispersées le long des côtes de la mer du Nord.

## Filmographie partielle
- 1983 : Eisenhans de Tankred Dorst : Marga Schroth
- 1990 : Les Voyages de Winckelmann (Winckelmanns Reisen) de Jan Schütte
- 1991 : Der Berg de Markus Imhoof
- 1992 : Den demokratiske terroristen de Per Berglund
- 1993 : Petit ange (Engelchen) de Helke Misselwitz
- 1995 : Schnellschuß de Thomas Roth (de)
- 1997 : Le Château de Michael Haneke : Frieda
- 1997 : Funny Games de Michael Haneke : Anna
- 2000 : Bonhoeffer: Agent of Grace d'Eric Till : Sabine Leibholz
- 2001 : La Pianiste de Michael Haneke : Mrs. Schober
- 2001 : To have and to hold de John Hardwick (court-métrage)
- 2001 : Turnverein de Jan Schomburg (court-métrage)
- 2002 : Amen. de Costa-Gavras : Alexandra Baltz
- 2002 : Die 8. Todsünde : Das Toskana-Karussell de Peter Patzak
- 2003 : Hamlet X de Herbert Fritsch : Gertrud 3
- 2005 : Schneeland de Hans W. Geissendörfer : Hilma
- 2005 : Un cœur sous la glace (Unter dem Eis) d'Aelrun Goette : Frau Pötter
- 2006 : Die Österreichische methode de Florian Mischa Böder, Peter Bösenberg, Gerrit Lucas, Alexander Tavakoli et Erica von Moeller
- 2007 : Madonnen de Maria Speth : Isabella
- 2007 : Import/Export de Ulrich Seidl : Paulis Mutter
- 2007 : Verwehte de Tobias Dörr
- 2008 : Fleisch ist mein Gemüse de Christian Görlitz : Mutter
- 2008 : The Reader de Stephen Daldry : Carla Berg
- 2009 : Le Ruban blanc de Michael Haneke : la sage femme
- 2009 : Les Jours à venir de Lars Kraume
- 2010 : Nemesis de Nicole Mosleh : Claire
- 2010 : Qui, à part nous d'Andres Veiel
- 2010 : Rausch de Verena Jahnke
- 2010 : Hercule Poirot (Série TV, épisode Le Crime de l'Orient-Express) : Hildegarde Schmidt
- 2011 : Le Souvenir de toi d'Anna Justice
- 2011 : Blutsbrüder teilen alles de Wolfram Paulus
- 2011 : Staub auf unseren herzen d'Hanna Doose
- 2012 : Anna Karenina de Joe Wright : la princesse Stcherbatski
- 2012 : Inner Amok de Peter Brunner
- 2013 : Michael Haneke : Profession réalisateur d'Yves Montmayeur (documentaire)

## Distinctions
- 1981 : Prix Boy-Gobert
- 1983 : Bundesfilmpreis pour son interprétation dans Eisenhans (meilleure actrice)
- 1986 : Prix Kainz (Médaille)
- 1987 : Prix O.E. Hasse
- 1988 : Titre d'actrice de l'année décerné par la revue Theater heute (ex eaquo avec l'actrice Jutta Lampe)
- 1993 : Gong d'Or pour son interprétation dans Das tödliche Auge (avec Ulrich Mühe)
- 1994 : Membre de l'Académie des Arts indépendante, la Freie Akademie der Künste, de Hambourg
- 1997 : Nomination pour le Deutscher Filmpreis pour son interprétation dans Engelchen (meilleur rôle principal féminin)
- 2009 : Nomination pour le Deutscher Filmpreis pour son interprétation dans Fleisch ist mein Gemüse (meilleur second rôle féminin)
- 2010 : Nomination pour le Deutscher Filmpreis pour son interprétation dans Das weiße Band (meilleur rôle principal féminin)